# Néry
Néry é uma comuna francesa na região administrativa de Altos da França, no departamento de Oise. Estende-se por uma área de 16,34 km². Em 2010 a comuna tinha 672 habitantes (densidade: 41,1 hab./km²).
| 1962 | 1968 | 1975 | 1982 | 1990 | 1999 | - | - | - |
| --- | ---- | ---- | ---- | ---- | ---- | - | - | - |
| 551 | 549  | 543  | 608  | 692  | 677  | - | - | - |
| Para os censos de 1962 a 2006 a população legal corresponde à popolução sem duplicidades, segundo define o INSEE. |      |      |      |      |      |   |   |   |